# Nexus (Argent)
Nexus è un album degli Argent, pubblicato dalla Epic Records nel 1974.

## Tracce
Brani composti da Rod Argent e Chris White, tranne dove indicato
Lato A
1. The Coming of Kohoutek – 3:10 – Brano strumentale
2. Once Around the Sun – 2:20 – Brano strumentale
3. Infinite Wanderer – 3:02
4. Love – 3:51 (Russ Ballard)
5. Music from the Spheres – 8:10

Lato B
1. Thunder and Lightning – 5:05 (Russ Ballard)
2. Keeper of the Flame – 6:02
3. Man for All Reasons – 4:44 (Russ Ballard)
4. Gonna Meet My Maker – 4:35 (Russ Ballard)

## Musicisti
- Rod Argent - organo, pianoforte elettrico, voce
- Russ Ballard - chitarra, voce
- Jim Rodford - basso, chitarra, voce
- Robert Henrit - batteria, percussioni[3]